# Tipula (Schummelia) dharma
Tipula (Schummelia) dharma is een tweevleugelige uit de familie langpootmuggen (Tipulidae). De soort komt voor in het Oriëntaals gebied.